# Obana acidalia
Obana acidalia är en fjärilsart som beskrevs av Emilio Berio 1959. Obana acidalia ingår i släktet Obana och familjen nattflyn. Inga underarter finns listade i Catalogue of Life.